# Fryksdalen

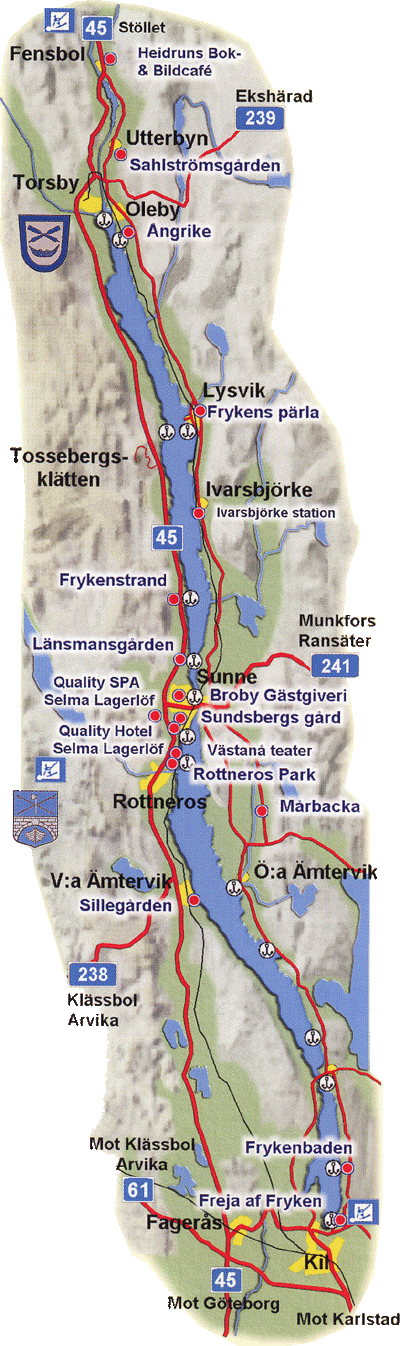

Fryksdalen är dalgången och kulturbygden kring Frykensjöarna (Nedre Fryken, Mellanfryken och Övre Fryken) i Värmland. En invånare i bygden kallas fryksdaling och dialekten fryksdalsmål.

## Namn
Fryksdalen som namn kommer från det gamla häradet Fryksdals härad och relaterat till sjön Fryken. Enligt muntlig tradition har förledet fryk- samma betydelse som den fornnordiska guden Frigg och betydelsen blir "Friggs dal" eller ungefär "den grönskande frodiga dalen" . På lokal Fryksdalsdialekt uttalas Fryksdalen också ibland mer som "Friggsdaln". En annan teori är att förledet fryk- har att göra med att Fryken är en kall sjö.

## Fryksdalingar
Begreppet "fryksdaling" är sedan länge väletablerat, som framgår av följande två citat:
- Fredrik August Dahlgren, Värmlänningarna, 1846: "I många länder haver jag varit. Men maken till Fryksdalingarna haver jag aldrig skådat".[5]
- Emigrationsutredningen från 1910: ”Fryksdalingarna äro ett vandringsfolk med oro och fantasifylld äventyrslust i blodet, ett folk av stora vyer, med intelligens och förmåga att när det gäller något stort och lockande hugga i och arbeta”.[6]

## Fryksdalsmål
I Fryksdalen talas Fryksdalsmål. Dialekten har tre genus. Den kännetecknas också av att rikssvenskans slutvokal har ersatts av en vokalvaggning på huvudvokalen. Rikssvenskans "dansa" och "måne" kan på fryksdalska skrivas "daans" och "måån".

## Geografi
Området sträcker sig kring Frykensjöarna i nordsydlig riktning ungefär 8 mil. I väster och öster avgränsas den naturgeografiska dalen på många håll av en höjdskillnad på typiskt 100–200 meter mot omgivande bergshöjder. Kulturgeografiskt kan dock många av de omgivande skogbygderna räknas till kulturområdet Fryksdalen, liksom kulturbygden kring sjön Rottnen. Administrativt ligger Fryksdalen i följande kommuner i Värmland, från norr mot söder:
- Torsby kommun
- Sunne kommun
- Kils kommun

Märk väl att Kils kommun aldrig tillhört Fryksdals härad, men normalt räknas till Fryksdalen. 
Nilsbysundet skiljer Nedre Fryken och Mellanfryken. Över Nilsbysundet har Vägverket byggt en bro som utsetts till en av Sveriges vackraste broar. Sundet mellan Mellanfryken och Övre Fryken har gett tätorten Sunne sitt namn.